# Brahmagupta
Brahmagupta (ब्रह्मगुप्त) (598. – 668.) je bio indijski matematičar i astronom. Rođen je 598. godine u gradu Binmal u državi Rajasthan u sjeverozapadnoj Indiji. Vjerojatno je veći dio života proveo u Bilamali (današnji Binmal) u carstvu Harša.
Napisao je četiri matematička i astronomska teksta: Bramasputasidanta 628. godine, Kadamekela 624. godine, Durkeminarda 672. godine, i Kandakadjaka 665. godine.

## Matematika
Zbrajanje, oduzimanje, djeljenje i druge fundamentalne operacije s hindu arapskim brojevima prvi put se pojavljuju u Brahmasputa Sidanta, (u arapskom prjevodu Sindhind). Bramaputra je imao običaj izostavljati riječi i korake u svojim matematičkim dijelima, kako bi ih mogao predstaviti na poetskiji način.
Njegov rad je od velikog značaja za matematiku. Brahmagupta je popularizirao važan koncept u matematici: broj nula. Brahmaguptasidanta je najstariji poznati tekst koji nulu tretira kao broj po sebi, umjesto samo kao znamenku u predstavljanju drugog broja. Navodi i pravila za aritmetiku s negativnim brojevima i nulom.